# Eleni Kounalakis
Eleni Tsakopoulos Kounalakis (nascida em 3 de março de 1966) é uma diplomata, política e empresária americana que é atualmente a 50º vice-governadora da Califórnia. Ela é a primeira mulher eleita para este cargo. Kounalakis anteriormente serviu como embaixadora dos Estados Unidos na Hungria de 2010 a 2013. Ela assumiu o cargo em 7 de janeiro de 2010 e apresentou suas credenciais ao presidente László Sólyom em 11 de janeiro de 2010. Em 24 de abril de 2017, Kounalakis anunciou sua oferta para o cargo de vice-governador da Califórnia na eleição de 2018 e ficou em primeiro lugar nas eleições primárias de junho de 2018.